# 劉宋威
劉宋威（英語：Samuel Lau Song Wai、1987年6月8日—），香港男性豬肉切割員及網絡名人，因戴口罩時外貌酷似藝人江𤒹生、李天翔、羅志祥等而獲得關注。

## 簡歷
劉宋威有六姊一妹，曾就讀中華基督教會譚李麗芬紀念中學，在中四輟學，在成為豬肉切割員前，曾擔當龍虎武師工作、傳銷工作，主要推銷美容產品。
2022年5月，網上流傳在荃灣新村街一間豬肉檔「鮮味」上，有一名肉類分割員外觀有明星相，貌似香港人氣男團Mirror成員江𤒹生，吸引街坊留意，有粉絲在Facebook為他成立應援團；後來外界得知其真名為「劉宋威」，而他在5月19日成立Facebook專頁和YouTube頻道，正式出道，一星期內最少接到3個廣告，開始獲得關注；森美曾經在報紙專欄中，稱呼劉為「豬肉佬」，而引起劉的粉絲批評，指森美對劉欠缺尊重。
2022年6月5日，劉宋威在荃新天地舉辦生日派對，吸引逾300名粉絲到場，而「亞視一姐」薛影儀亦有在場；同年7月，劉宋威首次公開除罩示人，之後人氣下滑，加上被揭發多宗爭議，到8月底「鮮肉威威」粉絲應援團已經沒有新帖文，最後一個帖文是8月15日。至該年9月，劉宋威已經回到任職的豬肉檔，並且不接受任何訪問，其演藝事業亦已經結束。

## 個人生活
劉宋威已婚，育有一名兒子和一名女兒，而劉的妻子和其他家人也支持劉出道。

## 爭議
由於在拍攝廣告時背後傳出笑聲，陳志雲質疑背後是否有公關公司或者專業團隊操作，而令他突然爆紅，並非個人隨便拍攝的片段。另外陳也質疑劉拍攝時也沒有除下口罩，只是宣傳技倆。同時劉的經理人「文哥」是建華集團的區域經理，質疑建華和劉的關係是否深厚；而YouTuber Jer仔也拍片分析，Facebook應援團的女管理員，是建華集團的公關，不時會為建華集團做宣傳。而不少所謂的「粉絲」，都是建華集團的打手，而非普通主婦。
2022年6月，有網民在「除罩威威留餸區」發文，指劉早年曾涉及毒品派對、參與黑社會活動以及欠債等，也有人爆料指劉早年學習武師並非個人興趣，而其實是為其所屬黑幫社團作表演活動。劉在六月二十七日晚上發聲明，澄清他本人沒有牽涉相關事件，並指其本人正在諮詢法律意見。

## 演出作品

### 廣告
| 年份 | 品牌     |
| 2022 | 富通保險 |
| 2022 | 中華煤氣 |
| 2022 | 樂怡善   |
| 2022 | 佳能     |

## 影視形象
2022年香港電視劇《愛·回家之開心速遞》中，演員李偉健所飾演的角色龍力王化名「Lee Lung」的造型影射劉宋威。

## 外部連結
- 劉宋威的Instagram帳戶
- 劉宋威的Facebook專頁
- YouTube上的威威 劉宋威Samuel頻道